# هاهبيرغورن
هاهبيرغورن (بالإنجليزية: Höhberghorn)‏ هو أحد جبال سلسلة جبال الألب ليبونتيني وجزء من القمة الأم رهينفالدورن يقع في كانتون غراوبوندن، سويسرا. يبلغ ارتفاع الجبل حوالي 3005 متر، بينما يبلغ ارتفاع نتوء الجبل 166 متر.